# 불타오르다 (드라마)
『불타오르다』(일본어: 炎立つ)는 1993년 7월 4일부터 1994년 3월 13일까지 방송되었던 NHK의 32번째 대하드라마이며 3부 편성되었다. 헤이안(平安) 시대 전기의 일본 조정과 도호쿠(東北) 지방의 충돌, 가마쿠라(鎌倉) 시대의 미나모토노 요리토모(源賴朝)가 일으킨 오슈캇센(奧州合戦)으로 오슈 후지와라 씨(奧州藤原氏)가 멸망하기까지의 일들을 그렸다.

## 개요
오슈 후지와라 씨의 개조(開祖)로 여겨지는 후지와라노 쓰네키요(藤原經淸)의 생애를 그린 제1부, 초대 후지와라노 기요히라(藤原淸衡)가 오슈(奧州)의 패자(覇者)가 되기까지의 여정을 그린 제2부, 오슈 후지와라 씨 멸망에 이르는 제3대 당주 후지와라노 히데히라(藤原秀衡)과 제4대(마지막) 당주 후지와라노 야스히라(藤原泰衡)의 시대를 그린 제3부로 세 개의 파트로 구성되어(제2대 당주인 후지와라노 모토히라藤原基衡의 시대를 포함한 1125년부터 1169년에 걸쳐 할애되어 있다).
원작소설이 선행 공개된 다음 그것을 바탕으로 드라마 각본화가 이루어졌으며, 다카하시 가쓰히코(高橋克彦)가 소설판 『불타오르다』를 집필하고 나카지마 다케히로(中島丈博)가 드라마 각본 각색을 맡았다. 또한 프로듀서는 『류큐의 바람』(琉球の風)의 프로듀서이기도 했던 오토나리 마사토(音成正人)가 전작에 이어 담당을 맡았다. 그러나 다카하시의 원작소설의 집필이 예정보다 지연되고, 나카지마의 각본 내용이 소설에 선행해 전개되어 제2부 중반부터는 NHK측의 주도로 스토리가 구성되고, 그 이전의 스토리에 비하면 이야기 전개나 등장인물(및 성격 묘사) 등이 원작소설과 큰 차이점을 보이기도 한다. 제1부와 제2부까지는 타이틀화면에「원작 다카하시 가쓰히코」라는 이름이 표기되었지만, 제3부에서는「다카하시 가쓰히코 작(作)「불타오르다」에서」로 바뀌었다(제1부와 제2부에서 다카하시의 크레딧이 먼저 나오던 것도 제3부부터는 나카지마의 크레딧이 앞서 나오고 있다).
이 점과 관련해서 다카하시와 제작자측 사이의 알력이 있었다고도 전해지는데, 월간지「드라마」(映人社)에는 당시 각본을 맡은 나카지마가 직접 그 전말을 게재하기도 한 것 외에도, 2010년 2월에 간행된 나카지마의 저서 「시나리오 무뢰(無賴)-축제는 끝나지 않는다(원제: シナリオ無頼―祭りは終わらない)」(주고신서中公新書)에도 원작자, 주연배우, 프로듀서와 말썽이 있었던 일을 다루고 있다.
드라마 촬영을 위해 지어진 오픈세트는 촬영 종료 뒤에도 에사시 후지와라노 사토(えさし藤原の鄕)로서 유지되었고 현재까지도 일본의 주요 촬영지로서 많은 드라마나 영화의 촬영에 쓰이고 있다.
2007년, 완전판 DVD가 발매되었다. 또한 제1부와 제2부에서 타이틀 화면에 흐르던 「시시오도리(鹿踊)」영상이 확대되는 씬이 제3부에서는 화면이 어두워지고, 단풍잎과 함께 그 배경에「주손지(中尊寺) 곤지키도(金色堂)」가 나타나는 영상으로 교체되었다.
평균 시청률은 17. 7%, 최고 시청률은 21. 6%였다.

## 소설과의 주요 차이점
- 제2부에서는 사네히라(眞衡)의 사후, 기요히라와 이에히라(家衡) 형제가 요시이에(義家) 편에 싸움을 걸어와(이에히라와 그 부하들이 반강제로 싸움을 걸어온다는 전개로) 패하고 항복하는 에피소드나 누마 요새(沼の柵)의 전투 에피소드가 드라마에서는 생략되다시피 했다.
- 기요히라의 어머니 유우(結有)의 죽음을 소설과 드라마는 다르게 표현한다. 소설에서는 도요타노다테(豊田館)를 습격한 이에히라의 부하에게 포로로 붙잡힌 기요히라의 처자와 함께 자해하지만, 드라마에서는 기요하라씨의 멸망 뒤에도 살아남아, 기요히라가 히라이즈미(平泉)로 거점을 옮기는 시기에 병으로 세상을 떠났다.
- 제2부의 결말, 후3년의 역에 개입해 기요하라노 기요히라(훗날의 후지와라노 기요히라)측 세력으로 가세하면서 오슈의 실효지배를 꾀한 미나모토노 요시이에(源義家)의 기선을 제압하고 기요히라가 조정을 그 재력으로 사주해 요시이에를 무쓰노카미(陸奧守)에서 해임시키고, 겐지(源氏)의 영향력을 배제한다는 것은 드라마와 소설의 공통점이지만, 드라마에서는 그 처사에 격노하여 심한 욕을 마구 퍼붓는(그럼에도 결국에는 기요히라의 기량을 인정하는 듯한 말을 남기고 있다) 것과는 달리, 소설에서의 요시이에는 기요히라의 정치적 수완을 감탄하는 등, 반한 모습을 보여준다.
- 제3부에서 야스히라와 구니히라(國衡)는 히데히라의 후사 자리를 둘러싸고 반목하고 대립하는 것으로 그려지는데, 특히 구니히라는 볼품없는 성격으로 되고 있지만, 소설에서의 구니히라는 동생 야스히라를 지지해주는 좋은 형, 이해자로서 등장한다.
- 야스히라는 소설에서는 무예의 달인으로, 장래의 히라이즈미를 맡아 나가기에 적당한 젋고 기량이 큰 인물로서 등장하고 있다. 하지만 드라마의 야스히라는 초반부터 학문을 좋아하긴 하지만 아버지 히데히라의 위엄에 눌려 자신이 하고 싶은 말도 한 마디 꺼내지 못하는 다소 유약한 인물로 그려지는 경향이 있다. 또한 드라마의 야스히라는 이미 혼인하여 최종회에서는 그 자식도 등장하지만, 소설의 야스히라는 미혼인 채로 숨을 거둔다.
- 소설의 요시쓰네(義經)는 귀공자로서의 기품과 겐지 재흥의 야심을 품은 미소년으로 그려져 있다. 그러나 드라마에서는 유약하고 소심하며 다소 수동적인 남자로 묘사되는 경향이 두드러지는데, 학문을 닦을 것을 권하는 야스히라의 권고를 무시하며 야스히라에게 등을 돌리는 등 어두운 면도 보인다.
- 드라마에서의 가와다 지로(河田次郞)는 자신이 사모하던 가오루코(薫子)의 목숨을 (간접적으로) 빼앗아간 적으로서 야스히라를 증오하는 것으로 묘사되지만, 소설에서 가와다 지로는 자해한 야스히라의 최후를 지킨 충실한 가신으로 그려진다(게다가 가오루코는 드라마에서만 나오는 등장인물).
- 소설 결말부에서 요시쓰네는 다카하시 가쓰히코의 지론이기도 한 '요시쓰네 대륙 도피설'에 따라 송(宋)으로 달아나는 것으로 처리되어 있는데 반해, 드라마에서는 도피 도중에 습격을 받고 그대로 행방불명되는 것으로 처리되어 있다.

## 스태프
- 원작(제1부, 제2부), 원안(제3부): 다카하시 가쓰히코(「불타오르다」에서)
- 각본: 나카지마 다케히로(中島丈博)
- 음악: 간노 요시히로(菅野由弘)
- 테마음악 연주: NHK 교향악단
- 테마음악 지휘: 오오토모 나오토(大友直人)
- 연주: 앙상블 레니에(アンサンブル・レニエ)
- 나레이션: 데라다 미노리(寺田農)
- 감수: 다카하시 도미오(高橋富雄), 이루마다 노부오(入間田宣夫)
- 풍속 고증: 야마나카 유타카(山中裕)
- 건축 고증: 히라이 키요시(平井聖)
- 의장 고증: 고바야시 세이코(小泉清子)
- 예능 고증: 노무라 교스케(野村耕介)
- 소작(所作) 고증: 사루와카 세이자부로(猿若清三郎)
- 승마 지도: 히루마 노부(日馬伸)
- 살진(殺陣) ・ 무술지도: 하야시 쿠니시로(林邦史朗)
- 불교지도: 사카모토 간코(坂本観晃)
- 제자(題字): 야마다 에타이(山田恵諦)
- 촬영협력: 이와테현(岩手県) 에사시 시(江刺市, 지금의 오슈시), 아키타현(秋田縣) 가즈노시(鹿角市), 아오모리현(青森縣) 시우라무라(市浦村, 지금의 고쇼가와라시五所川原市)
- 「호무라 기행(炎紀行)」테마곡: 「바람의 기도(風の祈り)」

연주: 히메카미(姫神, 앨범「炎 -HOMURA-」에서)
나레이션: 야마네 모토요(山根基世) 아나운서
- 제작: 오토나리 마사토(音成正人)
- 미술: 마쓰다 테쓰(増田哲)
- 기술: 오오누마 노부키치(大沼伸吉), 아마가이 사치오(雨海祥夫)
- 음향효과: 후지노 노보루(藤野登), 하야시 유키오(林幸夫), 고바야시 히카루(小林光)
- 기록·편집: 다카무로 고자부로(高室晃三郎)
- 촬영: 스기야마 세쓰오(杉山節郎), 사토 도시노리(佐藤俊憲)
- 조명: 다카하시 다케오(高橋猛), 사이토 신이치(斉藤信一)
- 음악: 스즈키 기요히토(鈴木清人), 가무라 다케시(加村武), 마쓰모토 쓰네오(松本恒雄), 가가미 다다오(鏡唯夫)
- 영상기술: 요코야마 이치오(横山一夫), 다카하시 요시히로(高橋吉弘)
- 제작 ・ 저작: NHK
- 공동제작: NHK 엔터프라이스
- 제작총괄: 다카자와 히로유키(高沢裕之), 스기야마 소우키(杉山昭紀)
- 제작협력: NHK 아트, NHK 테크니컬 서비스
- 연출: 가도와키 마사미, 요시무라 요시유키(吉村芳之), 에노키도 다카야스(榎戸崇泰), 다카바야시 준(竹林淳), 미쓰이 도모이치(三井智一), 요시카와 구니오(吉川邦夫)

## 구성
- 제1부「북쪽에 이는 불(北の埋み火)」(전12회) ※원작본의 제1권～제3권에 해당
  - 전9년의 역 종결까지. 주연은 와타나베 켄.
  - 후지와라노 쓰네키요는 부모 대의 불미스러운 일로 오슈에 눌러 살게 되었지만 본래는 명문가의 후손이었다. 그러나 조정의 오슈에 대한 지배방식에 실망하고, 차츰 아베(安倍) 일족의 사상에 공감하게 되어 그 일족의 여성인 유우(結有)를 사랑하게 되고 그녀와 맺어진다. 마침내 스스로의 선택으로 아베 일족과 함께 조정과 맞설 결의를 하지만, 무가(武家)의 두령(頭領)으로서 추앙받던 무쓰노카미 미나모토노 요리요시(源頼義)의 군세를 상대로 분전하다 그 힘이 다하여 비운의 죽음을 맞는다.
- 제2부「어둠 속에 이는 번개(冥(くら)き稲妻)」(전8회) ※원작본의 제4권에 해당
  - 후3년의 역 종결까지. 주연은 무라카미 히로아키.
  - 쓰네키요의 유복자 기요히라는 어머니 유우가 재혼한 기요하라(淸原) 집안의 세력 다툼에 휘말리면서도 무쓰노카미 미나모토노 요시이에의 힘을 이용하여 아버지의 원수를 갚고 오슈 독립국가의 꿈을 실현시킨다.
- 제3부「황금낙토(黃金樂土)」(전15회)※원작본의 제5권에 해당하는 부분으로 예정되었다.
  - 겐페이 전쟁과 오슈 후지와라 씨의 멸망까지. 주연은 와타나베 켄(1인 2역).
  - 오슈 후지와라 씨의 후계자 후지와라노 야스히라. 하지만 시대는 미나모토노 요리토모를 맹주로 하는 도고쿠 무사정권 수립을 향해 흘러가고 있었고, 오슈 후지와라 씨는 그것을 이해하지 못하고 요리토모와 대립하다 도망쳐온 겐지의 온조시(御曹司) 요시쓰네를 받아들인다. 야스히라는 괴로워하던 끝에 자신의 목숨과 맞바꾸어 오슈 백성들의 평화와 문화를 지키려 한다. 히라이즈미를 요리토모에게 넘겨준 채, 혼자서 외롭게 달아나던 야스히라는 아베 일족이나 유우 등의 환영을 받으며 어느새 자신이 존경했던 선조 쓰네키요의 모습으로 돌아가 있었고 그 모습 대로 아베 일족의 환영과 함께 하늘에 오른다.

## 등장인물

### 제1부, 제2부

#### 아베 일족과 그 관계자
후지와라노 쓰네키요(藤原經淸) -
배역 - 와타나베 켄
제1부의 주인공. 오슈 후지와라 씨의 시조. 통칭 '와타리노 곤노다이후(亘理權大夫)'. 아버지 대부터 무쓰에 이주하여 고쿠후(國府)를 섬기고 있으며, 이후 오쿠 6군(奧六郡)을 지배하는 아베노 요리토키(安倍賴時)의 딸 유우와 혼인, 기요마루(淸丸, 훗날의 후지와라노 기요히라)를 얻는다. 전9년의 역에서는 무쓰노카미 미나모토노 요리요시를 도와 싸웠으나, 같은 요리토키의 딸 나카(菜香)를 아내로 맞은 다이라노 나가히라(平永衡)가 적과 내통했다는 모함으로 암살당한 사실을 알고는 처자를 거느리고 아베에 가담한다. 기노미(黄海) 싸움에서는 패해 달아나던 미나모토노 요리요시와 요시이에 부자를 놓치고 구리야가와(厨川) 싸움에서 요시이에의 설득으로 항복하지만, 자신의 게라이(家來)이 되라고 거듭 권유하는 요리요시를 '돼지 같은 놈'이라고 욕하고, 무딘 칼로 참수되는 형벌을 받아 죽는다.
유우(結有)
배역 - 고테가와 유코
아베 일족의 당주인 아베노 요리토키(安倍賴時)의 딸이자 쓰네키요의 아내. 어머니는 사라(紗羅). 쓰네키요와의 사이에서 기요마루를 낳았다(훗날의 후지와라노 기요히라).
쓰네키요가 죽은 뒤 적인 기요하라노 다케사다(淸原武貞)에게 재가하여 그와의 사이에서 기요하라노 이에히라(淸原家衡)를 낳는다.
후지와라 집안의 재흥을 기요히라에게 맡겼지만, 점차 믿음직스럽지 못한 성격의 이에히라에게로 마음이 쏠린다. 이에히라가 사네히라와 대립하면 기요히라에 이에히라를 돕도록 부탁한다. 그 뒤 기요히라, 이에히라 형제의 대립이 점차 표면으로 떠오르게 되어, 필사적으로 형제의 융화를 도모하지만 싸움이 일어나는 것을 피하지 못한다. 가나자와 요새에서 항복하여 목숨을 구걸하는 아들 이에히라를 구명해줄 것을 호소하지만 이에히라는 끝내 처형되고 만다.
가호(嘉保) 원년(1094년), 에사시의 기요히라의 저택에서 병으로 숨을 거둔다.
아베노 요리요시(安倍賴良)→아베노 요리토키
배역 - 사토미 고타로(里見浩太朗)
무쓰의 호족으로 아베씨(安倍氏)의 수장. 오쿠 6군을 중심으로 무쓰의 실질적인 권력을 장악하고 있다. 실리보다도 위계를 중시하지만, 겐지의 이름을 드날릴 야심을 품은 미나모토노 요리요시의 도발로 전9년 전쟁이 일어나고, 그 와중에 그만 전사한다.
중견배우에 해당하는 사토미에게 본작은 NHK 첫 출연 드라마였다.
미즈노(瑞乃)
배역 - 아카자 미요코(赤座美代子)
요리토키의 정실로 사다토(貞任), 무네토(宗任), 나카(菜香)의 어머니. 측실인 사라를 미워해서, 그 딸인 유우에게도 심하게 대한다.
아베노 사다토(安倍貞任)
배역 - 무라타 다케히로
요리토키의 둘째 아들. 아베씨의 거점 가운데 하나였던 구리야가와 요새(厨川の柵)를 지키고 있다. 난폭한 성격이지만 뛰어난 군사 전략가로 요리토키가 죽은 뒤에는 일족을 지휘하여 미나모토노 요리요시에 항거했으며 기노미의 싸움에서 승리를 거두었다. 하지만, 데와(出羽)의 기요하라씨(淸原氏)의 참전으로 형세는 역전되고 구리야가와가 함락되던 날 일족과 함께 멸망한다.
루리(流麗)
배역 - 자이젠 나오미
사다토의 아내로 곤노 다메유키(金爲行)의 딸. 사다토와의 사이에 아들도 두었지만 부부 사이가 좋지 않았고, 적인 미나모토노 요시이에와 내통해 아베의 본거지를 구리야가와로 옮길 계책을 아버지 다메유키에게 밀고한다. 요시이에를 만나기 위해 고로모가와 요새(衣川の柵)에 숨어 있었지만 사다토에게 발견되고 내통한 사실이 드러나 사다토에게 살해되었다.
아베노 무네토(安倍宗任)
배역 - 가와노 타로
요리토키의 셋째 아들. 도리우미 요새(鳥海の柵) 수비를 맡는다. 야성미 가득한 형 사다토와는 달리 냉정하고 침착한 성격으로, 아버지 요리토키에게도 깊이 신뢰를 얻고 있다.
아베노 시게토(安倍重任)
배역 - 마쓰다 도시아키(松田敏幸)
요리토키의 여섯째 아들. 구리야가와 요새에서의 마지막 싸움에서 적군의 배후를 습격하기 위해 요새 밖으로 출진하지만 압도적인 병력차에 오히려 위험한 처지에 놓인다. 이것을 안 사다토, 쓰네키요가 가세하지만 적에게 포위되어 사다토는 잡혀 죽고 쓰네키요는 적에게 투항하였다.
나카(菜香)
배역 - 스즈키 쿄카
다이라노 나가히라의 아내, 요리토키의 딸. 어머니는 미즈노(瑞乃). 유우와는 이복 자매지간. 남편이 죽은 뒤에는 아베로 돌아와 일족의 여자들을 수습해 모은다. 전9년 전쟁에도 살아남아 줄곧 유우를 지지한다.
다이라노 나가히라(平永衡)
배역 - 니시누마 켄지
무쓰 국 이쿠 군(伊具郡)의 군지(郡司). 요리토키의 딸 나카와 혼인하여 쓰네키요와는 처남 사이이다. 오니키리베(鬼切部) 싸움에서는 아베에 가담하였지만 미나모토노 요리요시가 무쓰노카미로 부임해오자 그의 휘하에 들어간다. 하지만 다시 반역할 것을 두려워한 요리요시에 의해 암살당한다.
아베노 료조(安倍良照)
배역 - 시오미 산세이(塩見三省)
요리토키의 아우. 승려로서 출가하였으나 다른 일족과 함께 구리야가와 요새까지 동행한다.
치요마루(千世丸)
배역 - 사카모토 히로시(坂本裕史)→사카키 쇼타(板垣翔大)→스미다 료(角田亮)
사다토의 아들. 어머니 루리가 적과 내통한 것을 끝내 알지 못하고 패전 뒤에는 붙잡혀 살해된다.
곤노 다메유키(金爲行)
배역 - 난바라 코지(南原宏治)
기센(気仙)의 호족. 루리의 아버지로서 사다토의 장인. 기요하라씨가 겐지에 아군으로 가담하자 조정측과 내통해 아베의 정보를 유출시킨다.
후지와라노 요리토오(藤原頼遠)
배역 - 이토 다카오(伊藤孝雄)
쓰네키요의 아버지. 전임지에서 고쿠시(国司)와 마찰이 생겨 무쓰 국으로 옮겨와 살게 된다(작중에서는 이것이 원인이 되어 쓰네키요는 무쓰노카미가 되지 못하게 된다). 쓰네키요의 어머니와도 이 무렵 헤어졌으며, 병상에서 쓰네키요를 불러 '결코 조정과 맞서서는 안된다'는 유언을 남기고 숨을 거두었다.
하코네(亜乎根)
배역 - 신바시 다에코(新橋耐子)
쓰네키요의 어머니. 요리토오가 무쓰 국에 부임해갈 무렵에 함께 가지 않고 교토에 남아 후지와라노 쓰네스케(藤原経輔)와 재혼했다. 후에 어려서 이별한 아들 쓰네키요와 교토에서 재회하고 훌륭하게 성장한 아들의 모습에 기뻐하며 눈물을 흘리지만, 전9년 전쟁에서 패한 쓰네키요가 교토에서 모반자로서 효수된 모습을 눈으로 보고야 만다.
다마(多麿)
배역 - 도리(ドーリー)
후지와라노 요리토오가 무쓰에 이주하고 난 뒤 얻은 측실로 보인다. 쓰네키요가 아베에 가담할 무렵 저택을 빠져나가 다가 성(多賀城) 밑에 있는 유녀촌에 있다가, 쓰네키요의 옛 가신으로 겐지 측에 남아있던 세타 오카노스케(瀬田剛介)와 재회한다. 제1부 마지막회에서 교토에 효수된 쓰네키요의 목을 보게 되고, 그곳에 있던 쓰네키요의 어머니와 함께 통곡한다.
오다 다다히라(小田忠平)
배역 - 이나가키 고로(稲垣吾郎)
쓰네키요의 가신(家臣). 쓰네키요와 행동을 함께 했으며 구리야가와 요새에서 전사한다.
세타 오카노스케(瀬田剛介)
배역 - 다케다 다카토시(竹田高利)
쓰네키요의 가신이지만 그 아버지는 겐지의 가신이었다. 쓰네키요의 가신 가운데 유일하게 겐지측에 남은 인물이었다. 구리야가와 요새의 싸움에서 아베씨가 패하고 쓰네키요가 투항하는 와중에 요리요시의 명으로 눈물을 머금고 쓰네키요를 처형하고 만다.
기치지(吉次)
배역 - 니시무라 아키라(西村晃)
오슈의 실력자 가운데 한 사람. 집안 대대로 가네야마(金山)를 지켜왔으나 그 정체는 확실하지 않다.
금뿐 아니라 말이나 바다표범의 가죽 등 교토에는 없는 오슈 특산물을 소유하여 이를 통해 막대한 부를 쌓았다. 하지만 자신은 정치의 무대에 나서는 일 없이 무쓰에 안주하기를 원하여, 사위인 아베노 요리요시를 물심양면으로 지원한다.
일본에서 대하드라마에 단골로 출연하는 배우 가운데 한 사람이었던 니시무라 아키라가 마찬가지로 이 역을 연기한 것은 화제가 되었지만, 본작의 방송 종료 후 다른 대하 작품에 출연하는 일 없이 1997년 4월 15일에 타계하면서, 이 작품이 그의 생애 마지막 대하드라마 출연작이 되었다.
오토나(乙那)
배역 - 데라다 미노루(寺田稔)
기치지의 아들. 기치지 일족의 실질적인 지도자. 조정의 산기(参議)들을 오슈의 특산물로 회유하고 아베측에 중요한 정보를 흘려준다.
아베 일족과 함께 오슈에 '독립 국가'를 만들 꿈을 가지고 있다. 쓰네키요의 좋은 조언자였고 전9년 전쟁 뒤에도 그 아들 기요히라를 위해 행동한다.
사라(沙羅)
배역 - 다키가와 유미
기치지의 딸, 요리토키의 측실이자 오토나의 누나로 유우의 어머니. 도호쿠 지방의 토속신인 아라하바키(アラハバキ)를 섬기는 무녀이기도 하다. 구리야가와의 요새에서 아베 일족이 궁지에 몰리자 스스로 산제물이 되어 자해한다.

#### 오슈 후지와라 씨
기요마루→기요하라노 기요히라→후지와라노 기요히라
배역 - 모리타 고스케(森田洸輔)→후쿠하라 마나부(福原学)→무라카미 히로아키
제2부의 주인공. 어머니는 유우. 쓰네키요의 아들로 아버지가 처형되고 어머니가 기요하라노 다케사다와 재혼하면서 다케사다의 아들로 자라나 기요하라노 기요히라라는 이름을 쓰게 된다. 후3년의 역에서 미나모토노 요시이에의 재력을 가지고 아버지가 다른 형제 이에히라를 상대로 승리를 거두고, 아버지의 원수인 기요하라씨를 토멸한다. 그리고 그 뒤 후지와라 성을 회복하여 오슈 후지와라 씨를 연다. 히라이즈미의 조영에 착수하여, 주손지(中尊寺)를 건립하고 오슈 후지와라 씨 번영의 초석을 닦은 인물.
기리(貴梨)
배역 - 사카모토 후유미(坂本冬美)
기요히라의 아내. 기요히라와의 사이에 아들 하나와 딸 하나를 두었다. 사람을 의심할 줄 모르는 순진한 성격. 이에히라가 모반할 무렵 저택을 빠져나가지 못한 채 아이들과 함께 잡혀, 이에히라군의 방화로 불타는 창고 속에서 비극적인 최후를 맞이한다.
아카네(茜)
배역 - 다와라 가나코(田原加奈子)→가와노 유카(河野由佳)
기요히라의 딸.
미오마루(澪丸)
배역 - 시미즈 교타로(清水京太郎)→오다 쇼헤이(太田翔平)
기요히라의 아들.

#### 기요하라 일족과 그 관계자
기요하라노 미쓰요리(淸原光賴)
배역 - 이시다 타로(石田太郎)
데와 산보쿠(山北) 3군을 다스리는 기요하라씨의 수장. 아베노 요리토키의 먼 친척에 해당한다. 전9년 전쟁에서는 중립을 지키려 했으나, 아우 다케노리(武則)는 겐지의 편에 가담해 아베씨와 싸웠다. 요리토키의 아베노 도미타다(安倍富忠) 토벌에 동행한다.
기요하라노 다케노리(淸原武則)
배역 - 아타라시 가쓰토시(新克利)
미쓰요리의 아우. 미나모토노 요리요시측에 가담해 전9년 전쟁에 참전. 뒤에 조정으로부터 진슈후쇼군(鎮守府将軍)에 임명된다.
기요하라노 다케사다(淸原武貞)
배역 - 나다카 다쓰오(名高達男)
다케노리의 아들로 진슈후쇼군. 구리야가와 공략 때 인질로 잡은 유우를 마음에 들어하여 그녀를 아내로 맞아 아들 이에히라를 얻고, 전쟁이 끝나고 1년이 지나서는 기요마루도 받아들여 길렀다. 이사와(胆沢)의 기요하라 저택에서 병사한다.
기요하라노 사네히라(淸原眞衡)
배역 - 하기와라 나가레(萩原流行)
다케사다의 아들로 기요히라의 의붓형. 아버지 다케사다의 사후 가독 계승을 꾀한다. 아들이 없던 그는 다이라노 나리히라(平成衡)를 양자로 맞아들이고 미나모토노 요시이에의 이복 여동생 기미(岐巳)를 그 아내로 맺어준다. 이에 반대하는 이에히라와 대립하게 된다. 나아가 사네히라에게 불만을 품은 숙부 기미코노 히데타케(吉彦秀武)가 가세해 후3년 전쟁이 발발한다. 전쟁 도중 의문의 죽음을 맞는다.
기요하라노 이에히라(淸原家衡)
배역 - 다카무라 유우키(高村祐毅)→도요카와 에츠시(豊川悦司)
다케사다의 아들. 어머니는 유우로 기요히라와는 아버지가 다른 형제 사이.
아버지 다케사다가 죽은 뒤에는 친형 사네히라와 대립한다. 사네히라가 급서한 뒤에는 사네히라가 가지고 있던 영지의 배분을 놓고 기요히라와도 대립했으며, 급기야 에사시의 기요히라의 저택을 습격해 인질로 잡았던 기요히라의 처자들까지 모조리 죽여버린다. 가나자와 요새(金沢の柵)로 본진을 옮기지만 기요히라와 미나모토노 요시이에의 연합군이 행한 보급 차단 작전에 말려들어 결국 패하고 만다.
겁쟁이에 제멋대로인 성격으로 성이 함락될 때에도 자기 혼자서만 수북하게 음식을 쌓아놓고 먹고 있었다.
요새가 함락된 뒤에도 그곳에 계속 머무르다, 어머니 유우가 오자 하인으로 변장하여 달아나려 하지만 어머니 유우에게 정체를 들키고, 어머니의 설득으로 기요히라, 요시이에에게 나아가 항복하며 목숨을 애걸하지만 끝내 처형당하고 만다.
기요하라노 다케히라(淸原武衡)
배역 - 제3대 시부야 덴케이(渋谷天外)
다케노리의 아들. 기요히라, 이에히라의 숙부. 누마 요새에서 이에히라가 기요히라, 요시이에 연합군을 패퇴시키자 이에히라를 기요하라씨의 도료(棟梁)로서 인정하고 자신이 지키는 가나자와 요새로 본거지를 옮길 것을 진언하지만, 성이 함락될 무렵 이에히라의 자기 중심적인 행동에 격노하고 이에히라를 비난한다.
기요하라노 나리히라(淸原成衡)
배역 - 요네야마 미치후미(米山望文)
사네히라의 양자. 처음 혼인했을 때는 부부관계가 좋았지만 사네히라가 급서하고 후원자를 잃은 상황에서 술에 빠져 지낸다. 이에히라에 가담해 기요히라의 처자를 잡고 창고에 가두어 죽인다.
기미코노 히데타케(吉彦秀武)
배역 - 카니에 케이조(蟹江敬三)
데와 아라가와(荒川)의 호족. 다케노리의 사위로서 기요하라 일족과 겐지 사이를 중개한다. 다케사다 사후 사네히라와 대립한다. 그 뒤 기요히라와 이에히라의 싸움에서는 기요히라에게 승산이 있다고 보고 가세한다. 가나자와 요새에서 이에히라측의 여성이나 아이를 모조리 죽여서, 요시이에로부터 질책당한다.
기미(岐巳)
배역 - 다카하시 카오리(高橋かおり)
나리히라의 아내. 미나모토노 요리요시의 서녀로 요시이에의 이복 여동생. 사네히라의 책략으로 부부가 함께 양자로서 기요하라씨에 시집갔다.
치토(千任)
배역 - 오리모토 준키치(織本順吉)
이에히라의 가신. 겁 많은 성격의 이에히라에게 책략을 건의하고 가나자와 요새까지 행동을 함께 한다.
고유타(小矢太)
배역 - 나카모토 켄(中本賢)
기요히라의 노토(郎党).
이시마루(石丸)
배역 - 사와 다카시(佐和タカシ)
기요히라의 가신. 기요히라의 명으로 기요하라노 사네히라의 급서 원인을 조사하고 다니며, 기요히라에게 신임받고 있다.
나라 법사(奈良法師)
배역 - 오이데 슌(大出俊)
사네히라의 측근으로 사네히라의 책략에 지혜를 보탠다.
무라사메(村雨)
배역 - 이여선(李麗仙)
기요하라씨를 대대로 섬겨온 시녀로 이에히라의 모반 때에는 이에히라를 따른다.
마사키(柾)
배역 - 도구치 요리코(洞口依子)
유우가 이에히라의 아내로 맺어주고자 교토에서 불러왔지만, 서적을 읽는 것을 좋아하는 유우가 기대했던 것과 성격 차이가 났기에 결혼도 하지 않고 그대로 기요히라의 저택에서 살게 된다. 이에히라의 모반 계획을 우연히 듣게 되어 이를 기요히라에게 보고한다. 기요히라의 처자와 함께 저택을 빠져나가려 하나 실패하고 붙잡혀, 이에히라의 명으로 살해된다.

#### 겐지와 그 가신
미나모토노 요시이에(源義家)
배역 - 이사키 미쓰노리(伊崎充則)→사토 코이치(佐藤浩市)
요리요시의 아들로 후임 무쓰노카미.
제1부에서는 정의감 넘치는 진실하고 정직한 청년 무장으로서 그려져, 아버지 요리요시의 수많은 더럽고 비루한 방식을 보다 못해 말다툼을 벌인 적도 있다. 한편으로는 적인 쓰네키요를 무사의 모범으로 존경하며, 몰래 쓰네키요의 저택을 찾아가 서로의 칼을 교환하기도 한다.
제2부에서는 무쓰노카미로서 다시 오슈를 찾아와, 쓰네키요의 아들 기요히라의 저택에서 쓰네키요의 유품인 칼을 기요히라에게 넘겨준다. 또한 처음에는 기요히라에게 호감을 품는 반면 사네히라에게는 경계심을 가지고, 이윽고 자신이 이용당한 것을 알게 되자 사네히라를 암살해 버린다. 기요히라와 이에히라의 싸움에서는 기요히라의 편에 서서 이에히라를 멸했다.
오슈의 부를 배경으로 교토의 구교(公卿)를 대신해 무사가 정치의 중심에 서는 것을 목표로 하고 있으나(이러한 묘사는 요시이에의 자손인 요리토모가 훗날 가마쿠라 막부를 열게 되는 것을 의식한 듯), 오로지 무쓰의 독립된 평안을 바라는 기요히라와는 의견이 맞지 않는다. 자신이 무쓰노카미에 재임되지 못하게 된 것이 기요히라의 사주 때문임을 깨닫고 여지껏 기요히라 앞에서 참고 있었던 불만을 모두 쏟아내지만, 결국에는 기요히라라면 무쓰를 잘 다스릴 수 있을 거라고, 그를 이해하는 말을 남긴다.
미나모토노 요리요시
배역 - 사토 케이
겐지의 도료(棟梁). 조정으로부터 무쓰노카미, 진슈후쇼군(鎭守府將軍)에 임명되어 일족의 위신을 세우고 무쓰를 지배할 생각에 집념을 불태운다. 무쓰노카미 임기를 마치기 직전에 아베씨를 함정에 빠뜨리고 싸움에 끌어들인다. 아베군의 공세에 고전하지만, 데와의 기요하라씨의 가세에 힘입어 전9년의 역을 승리로 이끈다. 하지만, 조정은 그의 무쓰노카미 재임을 허락하지 않았고 그는 오슈를 떠나야 했다.
사에키 쓰네노리(佐伯経範)
배역 - 쿠사나기 코지로(草薙幸二郎)
요리요시의 가신. 요리요시의 명을 받아 다이라노 나가히라를 자해로 가장해 암살한다. 자신은 기노미 싸움에서 전사.
후지와라노 시게요리(藤原茂頼)
배역 - 시미즈 코지(清水紘治)
요리요시의 가신. 기노미 싸움에서 가신의 대부분이 전사했으나 시게요리만은 살아남아서 요리요시, 요시이에 부자와 합류한다. 그 뒤에는 머리를 깎고 출가하여 요리요시를 따랐다.
효도 마사쓰네(兵藤正経)
배역 - 가와라자키 겐잔(河原崎建三)
요시이에의 가신.

#### 기타
후지와라노 나리토(藤原登任)
배역 - 나고야 아키라(名古屋章)
무쓰노카미. 아베노 요리요시의 아들 사다토의 혼인식에 초청되어 오쿠 6군의 부유함에 눈독을 들여 자신의 재산을 늘리고자 아베씨에게 싸움을 걸지만, 오니키리베의 싸움에서 크게 패하고 조정으로부터 무쓰노카미 벼슬까지 해임당한 뒤 다가 성을 떠난다.
다카시나노 쓰네시게(高階経重)
배역 - 마쓰이 마코토(松井誠)
미나모토노 요리요시 후임으로 무쓰노카미가 되어 무쓰에 오지만, 요리요시의 협박으로 그대로 교토로 돌아가야 했다.
다이라노 시게나리(平繁成)
배역 - 다쿠치 케이(田口計)
후지와라노 나리토의 요청으로 아키타노죠노스케(秋田城介)가 되어 다가 성으로 온다. 오니키리베에 진을 치고 아베를 도발해 싸움을 걸 것을 주장했고 쓰네키요나 나가히라가 반대하지만 들어주지 않았다. 아베노 사다토의 군에 본진을 기습당하자 우물에 숨어 있다가 적에게 발견되어, 잡혀서 신병이 관아로 인도된다. 패전 책임을 지고 나리토와 함께 무쓰를 떠나야 했다.
다기 무네모토(多気致幹)
배역 - 구리쓰 고(粟津號)
기미의 할아버지. 전9년의 역이 끝나고 미나모토노 요리요시가 무쓰국에서 올 때 요리요시를 저택에서 맞이하여, 딸에게 하룻밤을 모시게 했다. 이 무렵에 태어난 것이 기미이다.
후지와라노 요리미치(藤原頼通)
배역 - 모리즈카 빈(森塚敏)
간파쿠(関白). 조정의 실질적 최고 권력자. 쓰네스케의 진언을 받아들여 대사면령을 내리고 싸움을 금지했다. 이로서 오니키리베의 싸움 건은 불문에 붙여지고, 미나모토노 요리요시는 무쓰노카미로 부임하고도 곧장 아베씨에게 싸움을 걸 수가 없게 되었다.
후지와라노 노리미치(藤原教通)
배역 - 도키 다카시(藤木孝)
구교(公卿). 요리미치의 동생.
후지와라노 쓰네스케(藤原経輔)
배역 - 잇세이 오카타(イッセー尾形)
구교. 쓰네키요의 어머니의 재혼상대. 쓰네키요로부터 오슈의 특산물을 선물받고 아베씨와 미나모토노 요리요시의 싸움을 피하기 위해 조정에 대한 공작을 의뢰받아, 간파쿠 후지와라노 요리미치에게 대사면을 행할 것을 진언한다.
사카노우에노 다무라마로(坂上田村麻呂)
미나모토노 요리요시와 똑같은 갑옷을 입고 등장하지만 이 점에 대해서는 시대고증적인 의문이 있다. (배역은 요리요시역의 사토 케이의 1인 2역)
아테루이(阿弖流為)
에미시의 군사 지도자. 다무라마로의 항복 권고를 받아들였지만 조정의 명으로 처형당한다. (배역은 아베노 요리요시 역의 사토미 고타로의 1인 2역)
모레(母禮)
교토 시내에서 조리돌림 당하고 백성으로부터 돌팔매질을 당한다. (배역은 아베노 료조 역의 시오미 산세이의 1인 2역)

### 제3부

#### 오슈 후지와라 씨
후지와라노 히데히라(藤原秀衡)
배역 - 와타세 츠네히코(渡瀬恒彦)
오슈 후지와라 씨 3대 당주. 청년기의 미나모토노 요시쓰네를 오슈로 맞아들여 비호한다. 겐페이 전쟁에서 헤이시(平氏), 법황(法皇), 겐지(源氏) 어디에도 편들지 않고 중립을 지킨다. 요시쓰네가 무쓰를 떠나 요리토모에게 향할 때는 사토 형제를 부하로 붙여 주었으며, 요시쓰네가 요리토모와 대립하다 쫓겨 오슈로 다시 도망쳐왔을 때는 요시쓰네에게 아이가 생긴 것을 보고 숨겨줄 것을 결의한다. 얼마 안 가서 병상에 눕게 되자 야스히라, 구니히라가 요시쓰네를 주군으로 삼을 것을 신 앞에서 맹세하게 한 뒤 숨을 거두었다.
후지와라노 야스히라(藤原泰衡)
배역 - 와타나베 켄
제3부의 주인공. 히데히라의 아들로 오슈 후지와라 씨 4대 당주. 어머니는 도모코(倫子). 청년시절에는 학문에 뛰어났지만 무예는 별볼일 없었다. 요시쓰네가 히라이즈미로 왔을 때부터 경사(經史) 공부를 지도하지만 요시쓰네가 학문을 싫어하자 야스히라는 애를 먹는다. 외할아버지 모토나리의 지지를 받으며 히데히라의 후사로 지목된다. 요시쓰네가 오슈로 도망쳐왔을 때는 가마쿠라와의 화평을 도모하여, 히데히라 사후 오슈 후지와라 씨의 도료(棟梁)로서 가마쿠라로 직접 나아가 요리토모와 대면하는 등 전쟁을 피하려 애쓴다.
후지와라노 구니히라
배역 - 미우라 고이치(三浦浩一)
야스히라의 형. 무예에 뛰어나 요시쓰네의 지도를 맡는다. 요시쓰네가 오슈에 도망쳐오자 요리토모에 맞서 항전할 것을 주장하며, 야스히라와 대립한다.
후지와라노 다다히라(藤原忠衡)
배역 - 미네기시 가즈시로(嶺岸和城)→쓰노다 에이스케(角田英介)
야스히라의 아우. 요시쓰네를 친형처럼 따랐다. 야스히라에게 살해된다.
후지와라노 모토나리(藤原基成)
배역 - 하야시 류조(林隆三)
히데히라의 정실인 도모코의 아버지. 야스히라의 외할아버지로 야스히라의 가독(家督) 계승을 후원한다. 요시쓰네가 오슈에 도망쳐왔을 때는 요시쓰네를 숨겨주는 것을 반대하지만 히데히라가 듣지 않자, 히라이즈미의 평안을 지키기 위해서라는 명분으로 몰래 요리토모와 내통해 히데히라를 습격하게 했으며, 도피중이던 요시쓰네에게도 습격을 감행했다.
후지와라노 도모마루(藤原伴丸)
배역 - 하나와 쇼헤이(塙翔平)→마쓰모토 요시유키(松本義之)→마쓰모토 요시미쓰(松本義光)→핫토리 유키치(服部有吉)
야스히라의 아들.
후지와라노 모토아키(藤原基顕)
배역 - 나카하라 다케오(中原丈雄)
모토나리의 아들로 뒤에 머리를 깎고 은거하였으며 야스히라에게 싸움이란 어리석다는 것을 설파한다.
기치지(橘似)
배역 - 곤노 미사코(紺野美沙子)
제1부에 등장했던 기치지 일족의 먼 후손으로 남장을 하고 장사를 하며 오슈 후지와라 씨를 위해 각지의 정보를 모은다. 고시라카와 법황(後白河法皇)이나 요리토모와도 면식이 있다. 전설에 미나모토노 요시쓰네에게 히라이즈미로 갈 것을 처음 권했다고 알려진 가네우리 기치지(金売吉次)가 극중에서는 기치지로 설정되어 있다.
도모코(倫子)
배역 - 마야 교코(真野響子)
히데히라의 정실로 야스히라의 어머니, 모토나리의 딸. 모토나리와 히데히라의 불편한 관계 사이에서 고민한다.
쓰가노 마에(栂の前)
배역 - 아사리 가쓰요(浅利香津代)
히데히라의 측실, 구니히라의 어머니.
하코야(亜古耶)
배역 - 나카가와 안나(中川安奈)
야스히라의 아내. 처음에는 야스히라, 요시쓰네와 삼각관계를 형성하고 있었지만, 본인은 요시쓰네에게 무정하게 대하며 그의 접근을 거절하고 있었다. 요시쓰네에게 자신이 반한 여자까지 빼앗기는 것은 참을 수 없다는 생각에 행동으로 옮긴 야스히라와 맺어진다.
가오루코(薫子)
배역 - 나카지마 토모코(中嶋朋子)
히데히라의 딸로 야스히라의 여동생. 등장 초에는 약간 독설가의 일면이 있었다.
처음에는 요시쓰네를 기분 좋게 대하나 차츰, 도발적인 언동을 반복하며 기분을 나쁘게 하고 히라이즈미에서 내쫓으려고 하지만, 그가 병으로 쓰러졌다는 소식에 죄악감으로 괴로워하는 와중에 서서히 끌리기 시작한다. 요시쓰네가 오슈에 도망쳐왔을 때에는 그 감정이 다시 살아나 요시쓰네와 밀회를 거듭한다.
하지만, 요시쓰네가 죽었다는 잘못된 소식(실제로 죽은 것은 '대역'이라는 형태가 된 다다히라)을 접하고 자결한다.
가와다 지로
배역 - 안도 이치오(安藤一夫)
야스히라의 가신. 가오루코가 요시쓰네를 좋아하는 것을 알면서도 그녀와 부부가 된다.
미고로(弥五郞)
배역 - 고야마 다카야스(小宮孝泰)
야스히라의 측근.
오니마루(鬼丸)
배역 - 가와라 사부(河原さぶ)
하코야의 아버지로 도검 장인.
스이기쿠(雛菊)
배역 - 우시오다 야스요(牛尾田恭代)
가오루코의 시녀.

#### 겐지와 그 가신
미나모토노 요리토모
배역 - 나카즈카 교잔(長塚京三)
가마쿠라 막부(鎌倉幕府) 초대 쇼군(将軍). 헤이시 타도의 병사를 일으키고 요시쓰네가 이에 합류한 뒤, 요시쓰네의 활약에 힘입어 숙원하던 헤이시 멸망을 이룬다. 요시쓰네가 무단으로 조정의 관위를 받은 것을 이유로 요시쓰네를 모반인으로 몰아, 요시쓰네가 오슈로 달아난 사실을 알고는 요시쓰네와 함께 오슈 후지와라 씨를 멸망시키고 오슈를 지배하려 한다.
기존의 작품들에 등장하는 요리토모는 얼굴이 갸름하고 수염이 있는 경우가 많지만, 드라마에서의 요리토모는 얼굴이 갸름하지도 않고 마지막까지 수염은 없었다.
미나모토노 요시쓰네
배역 - 노무라 히로노부(野村宏伸)
요리토모의 이복 동생. 교토의 고조대교(五条大橋)에서 벤케이(弁慶)와 겨룬다. 그 모습을 본 기치지 등에게 무용을 인정받고, 오슈의 후지와라노 히데히라의 비호 아래서 청년시절을 보낸다. 인격에 문제가 있어 구니히라가 가르치는 말타기나 활쏘기에는 적극적인 반면 야스히라가 가르치는 경사(經史) 등의 학문에는 전혀 성의를 보이지 않고 야스히라의 속을 썩혔다.
요리토모의 궐기를 알고, 야스히라 앞에서 "두 번 다시는 히라이즈미로 돌아오지 않겠다"는 약속을 하고 히라이즈미를 떠나 요리토모의 휘하에 들어가, 겐페이 전쟁에서 눈부신 활약을 펼쳐 헤이시를 멸망시키지만, 그 뒤 요리토모와의 불화로 야스히라와의 약속을 떠올리며 갈등한 끝에 결국 다시 오슈로 도망쳐온다. 히데히라의 앞에서 요리토모 토벌책을 털어놓는 등 복수의 기회를 살피고 있었지만, 한편으로 자신의 존재가 히라이즈미를 위협하고 있다는 것에 괴로워한다.
도키와 고젠(常盤御前)
배역 - 마쓰다 미유키(松田美由紀)
요시쓰네의 어머니. 교토에서 요시쓰네와 재회하고 그에게 오슈로 달아나도록 권한다.
사토 고젠(郷御前)
배역 - 다카토리 마난(高取茉南)
요시쓰네의 아내.
미나모토노 유키이에(源行家)
배역 - 지쿠젠 스이요우(筑前翠瑶)
요리토모의 숙부.
다다 유키쓰나(多田行綱)
배역 - 미타무라 주잔(三田村周三)
호조 도키마사(北条時政)
배역 - 혼고 고지로(本郷功次郎)
가마쿠라 막부의 초대 싯켄(執権).
호조 무네토키(北条宗時)
배역 - 유에 타케유키(湯江健幸)
도키마사의 장남.
호조 요시토키(北条義時)
배역 - 구로키 히로시(黒樹洋)
도키마사의 차남, 가마쿠라 막부 2대 싯켄.
무사시보 벤케이(武蔵坊弁慶)
배역 - 도키토 사부로(時任三郎)
요시쓰네의 가신.
사토 쓰구노부(佐藤継信)
배역 - 우에다 유타(上田雄太)
히데히라의 명으로 요시쓰네를 따른 가신. 다다노부의 형.
사토 다다노부(佐藤忠信)
배역 - 고바야시 료헤이(小林良平)
히데히라의 명으로 요시쓰네를 따른 가신. 쓰구노부의 동생.
아다치 모리나가(安達盛長)
배역 - 가쓰베 노부유키(勝部演之)
가마쿠라의 고케닌(御家人).
도이 사네히라(土肥実平)
배역 - 고노 신야(小野進也)
가마쿠라의 고케닌.

#### 그 외
고시라카와 천황(後白河法皇)
배역 - 나카오 아키라(中尾彬)
헤이시(平氏), 겐지를 서로 대립시켜 양측의 힘을 소모하게 하여 자신의 권력을 회복하려 한다. 작중에서는 오슈 후지와라 씨에 대해 호의적인 언동을 보인다.
단고노 쓰보네(丹後局)
배역 - 기무라 미도리(木村翠)
마쓰도노 모토후사(松殿基房)
배역 - 데라이즈미 켄(寺泉憲)
구교(公卿).
구조 가네자네(九条兼実)
배역 - 사이토 료스케(斉藤洋介)
구교. 친가마쿠라적인 발언으로 법황으로부터 미움받는다.
다이라노 무네모리(平宗盛)
배역 - 오노 아쓰시(斧アツシ)
이치조 나가나리(一條長成)
배역 - 무라마쓰 가쓰미(村松克巳)
후지와라노 나리치카(藤原成親)
배역 - 오가와 류이치(小川隆市)
사이코(西光)
배역 - 나카헤이 요시오(中平良夫)
슌칸(俊寛)
배역 - 이시모리 다케오(石森武雄)
분가쿠(文覚)
배역 - 신스이 산소(深水三章)
세이겐(静賢)
배역 - 야마자키 하지메(山崎一)
미나모토노 스케카타(源資賢)
배역 - 마에다 마사아키(前田昌明)
사이교(西行)
배역: 야규 히로시(柳生博)
승려. 후지와라노 야스히라와 대면하여 무력이 아닌 문화의 힘으로 나라를 다스리는 것이 가장 이상적인 군주임을 설파한다.
도겐노사부로 미쓰요시(藤巻三郎光能)
배역 - 야스오카 리키야(安岡力也)
간슈(関守) - 배역와타나베 테쓰(渡辺哲)
후지와라노 쓰네나가(藤原経長)
배역 - 사이카와 카즈오(斉川一夫)
히라가 히로쓰네(平間裕常)
배역 - 하마무라 준(浜村純)
조 스케요시(城助能)
배역 - 나카니시 료타(中西良太)
귀족
배역 - 가메야마 스케키요(亀山助清)
약사(薬師)
배역 - 카토 오사무(加藤治), 야마자키 미쓰루(山崎満)
도적
배역 - 마쓰야마 다카시(松山鷹志)
무사
배역 - 스즈키 규타로(鈴木九太郎)
기타
배역 - 오이카와 쓰토무(及川勉) 당시 에사시 시장

## 방송 일정
※1993년 7월 18일은 일본 제40회 중의원의원(衆議院議員) 총선거 개표 속보를 위해 휴방.
| 방송 횟수                                                   | 방송일               | 제목                            | 연출                    |
| 제1부 북쪽에 이는 불                                        | 제1부 북쪽에 이는 불 | 제1부 북쪽에 이는 불            | 제1부 북쪽에 이는 불    |
| ----------------------------------------------------------- | -------------------- | ------------------------------- | ----------------------- |
| 제1회                                                       | 1993년 7월 4일       | 황금의 왕국                     | 가도와키 마사미         |
| 제2회                                                       | 1993년 7월 11일      | 사랑의 예감                     | 가도와키 마사미         |
| 제3회                                                       | 1993년 7월 25일      | 고로모가와(衣川)로의 기로(岐路) | 가도와키 마사미         |
| 제4회                                                       | 1993년 8월 1일       | 눈의 오니키리베(鬼切部)         | 다카바야시 준           |
| 제5회                                                       | 1993년 8월 8일       | 무쓰의 봄                       | 다카바야시 준           |
| 제6회                                                       | 1993년 8월 15일      | 아구리 강(阿久利川)의 음모      | 미쓰이 도모이치         |
| 제7회                                                       | 1993년 8월 22일      | 쓰네키요 결단                   | 가도와키 마사미         |
| 제8회                                                       | 1993년 8월 29일      | 기노미의 싸움                   | 가도와키 마사미         |
| 제9회                                                       | 1993년 9월 5일       | 밀통(密通)                      | 다카바야시 준           |
| 제10회                                                      | 1993년 9월 12일      | 고로모가와의 철퇴               | 가도와키 마사미         |
| 제11회                                                      | 1993년 9월 19일      | 혈전(血戰)                      | 다카바야시 준           |
| 최종회                                                      | 1993년 9월 26일      | 구리야가와 함락                 | 가도와키 마사미         |
| 제2부 어둠 속에 친 번개                                     |                      |                                 |                         |
| 제1회                                                       | 1993년 10월 3일      | 모자(母子)의 약속               | 가도와키 마사미         |
| 제2회                                                       | 1993년 10월 10일     | 책략                            | 가도와키 마사미         |
| 제3회                                                       | 1993년 10월 17일     | 파열(亀裂)                      | 다카바야시 준           |
| 제4회                                                       | 1993년 10월 24일     | 기요히라의 반란                 | 다카바야시 준           |
| 제5회                                                       | 1993년 10월 31일     | 기요하라 분열의 조짐            | 요시카와 구니오         |
| 제6회                                                       | 1993년 11월 7일      | 형과 아우                       | 에노키도 다카야스       |
| 제7회                                                       | 1993년 11월 14일     | 후3년의 싸움                    | 에노키도 다카야스       |
| 최종회                                                      | 1993년 11월 21일     | 낙토(樂土)를 향한 길            | 가도와키 마사미         |
| 제3부 황금낙토(黃金樂土)                                    |                      |                                 |                         |
| 제1회                                                       | 1993년 11월 28일     | 아버지와 아들                   | 가도와키 마사미         |
| 제2회                                                       | 1993년 12월 5일      | 요시쓰네, 히라이즈미로          | 요시무라 요시유키       |
| 제3회                                                       | 1993년 12월 12일     | 사랑의 모습                     | 요시무라 요시유키       |
| 제4회                                                       | 1993년 12월 19일     | 야스히라의 결의                 | 가도와키 마사미         |
| 제5회                                                       | 1993년 12월 26일     | 요리토모 거병                   | 미쓰이 도모이치         |
| 제6회                                                       | 1994년 1월 9일       | 히데히라 움직이다               | 가도와키 마사미         |
| 제7회                                                       | 1994년 1월 16일      | 야스히라, 교토로                | 요시무라 요시유키       |
| 제8회                                                       | 1994년 1월 23일      | 오빠와 여동생                   | 미쓰이 도모이치         |
| 제9회                                                       | 1994년 1월 30일      | 형제의 숙명                     | 고카와 구니오(古川邦夫) |
| 제10회                                                      | 1994년 2월 6일       | 요시쓰네 추토(追討)             | 가도와키 마사미         |
| 제11회                                                      | 1994년 2월 13일      | 약속의 칼                       | 미쓰이 도모이치         |
| 제12회                                                      | 1994년 2월 20일      | 모토나리의 분노                 | 고카와 구니오           |
| 제13회                                                      | 1994년 2월 27일      | 히데히라 쓰러지다               | 요시카와 요시유키       |
| 제14회                                                      | 1994년 3월 6일       | 야스히라의 각오                 | 요시카와 요시유키       |
| 최종회                                                      | 1994년 3월 13일      | 낙토(樂土) ・ 히라이즈미        | 가도와키 마사미         |
| 평균시청률 17. 7%(시청률은 도호쿠(関東) 비디오 리서치 조사) |                      |                                 |                         |

총집편(總集編)
| 방송회 | 방송일          | 제목           |
| ------ | --------------- | -------------- |
| 제1부  | 1994년 3월 26일 | 북쪽에 이는 불 |
| 제2부  | 1994년 3월 27일 | 황금낙토       |

## 일화
- 사토미 고타로와 니시무라 아키라는 일찍이『미토 고몬』(水戸黄門)에서도 함께 출연하였다. 때문에 촬영 중 휴식 시간에 사토미가 니시무라에 대해 "고긴코(ご隱居), 에사시는 처음이시오?" 라고 얘기하는 장면도 있었다고 한다.
- 무라카미 히로아키는 2008년의 기요히라 공 천도행례(淸衡公遷都行列) 축제에서도 기요히라 역을 맡았다. 이와테(岩手) 현 출신의 무라카미는 대하드라마에서 향토의 영웅을 연기한 것이 자신의 배우인생에서 '터닝포인트'가 되었다고 종종 말하고 있다.
- 제1부 후반에서 쓰네키요와 사다토는 머리에 끈을 두른 독특한 스타일로 등장한다. 이것은 그 배역을 맡았던 와타나베 켄과 무라타 다케히로 두 사람의 아이디어로 나온 것이었다.
- 타이틀 집자를 쓴 야마다 에타이는 본작 방송중이던 1994년 2월 22일에 별세하였다. 또한 하마무라 준과 난바라 코지, 앞에서 말한 니시무라 아키라는 본 작품이 생의 마지막 대하드라마 출연작품이 되었다.
- 후지와라노 히데히라 역은 처음에는 기타오오지 킨야(北大路欣也)가 예정되어 있었지만 사정으로 하차하고 와타세 쓰네히코가 대신 그 역을 맡게 되었다. 공식상으로는 앞에서 말한 원작의 집필이 지연되면서 촬영 스케줄이 대폭 어긋남에 따라 본편 촬영 전에 하차하게 되었다고 알려졌으나, 다른 이야기도 있다. 각본을 맡았던 나카지마 다케히로는 자신이 쓴 각본 내용에 기타오오지가 불만을 품고 하차한 것이라 생각한다고 저서 『시나리오 무뢰』에서 적고 있다. 또한 나카지마는 대역인 와타나베와도 내내 마찰을 빚어, 와타나베가 나카지마의 대본에 없는 애드립 대사를 말하는 장면도 있었다고 한다.
- 음악을 맡은 간노 요시히로의 아버지는 에사시 시(지금의 오슈 시)와 가까운 스미타 정(住田町) 출신이다. 때문에 스가노는 '특별한 마음'을 담아 본작의 음악을 제작하는 데 임했다고 한다(또한 스가노가 대하드라마의 음악을 담당한 것은 본작 뿐이었다).

## 같이 보기
- 풀이 타오르다
- 호조 도키무네 (드라마)
- 야에의 벚꽃